# Elminia
Elminia és un gènere d'ocells de la família dels Estenostírids (Stenostiridae ).

## Taxonomia
Aquest gènere era antany classificat als monàrquids (Monarchidae), però estudis genètics van afavorir que s'inclogueren a la nova família dels estenostírids (Stenostiridae).

Segons la Classificació del Congrés Ornitològic Internacional (versió 2.6, 2010) aquest gènere està format per cinc espècies:
- Elminia longicauda - elmínia blava.
- Elminia albicauda - elmínia pàl·lida.
- Elminia nigromitrata - elmínia de capell negre.
- Elminia albiventris - elmínia ventreblanca.
- Elminia albonotata - elmínia cuablanca.